# Янузи, Ахмед
Ахмед Янузи́ (алб. Ahmed Januzi; род. 8 июля 1988, Вучитрн, Митровицкий округ, САК Косово, Югославия) — албанский футболист, нападающий клуба «Лапи». Выступал за национальную сборную Албании.

## Биография
Ахмед родился в городе Вучитрн. Из-за военных действий на территории Косова, он вместе с семьёй переехал в Германию. Где он жил на протяжении семи лет, а после вернулся на родину. Позже выступал за команду «Приштина».

### Клубная карьера
В сезоне 2006/07 он выступал за команду «Беса» из города Кавая в чемпионате Албании. Также в этом сезоне клуб стал обладателем Кубка Албании.
Зимой 2007 года перешёл в полтавскую «Ворсклу», подписав трёхлетний контракт. На его переход в клуб повлиял тот факт, что в клубе выступали албанцы Арменд Далку и Дебатик Цурри. Клуб за него заплатил 50 тысяч евро, Янузи взял себе 27 номер. 7 апреля 2007 года дебютировал в Высшей лиге Украины в выездном матче против донецкого «Шахтёра» (2:1), Янузи вышел на 58 минуте вместо Руслана Левиги, а на 90 минуте он забил гол в ворота Дмитрия Шуткова.
Ахмед Янузи является автором первого гола в Премьер-лиге Украины. 18 июля 2008 года в матче против «Харькова» (1:0), Янузи вышел на 68 минуте вместо Алексея Чичикова, а уже через 4 минуты забил гол в ворота Дмитрия Стойко. В сезоне 2008/09 вместе с командой стал обладателем Кубка Украины, в финале «Ворскла» обыграла «Шахтёр» (1:0). 11 июля 2009 года сыграл в матче за Суперкубок Украины, тогда полтавчане уступили киевскому «Динамо» (0:0 основное время и 4:2 по пенальти). 20 августа 2009 года дебютировал в еврокубках в матче квалификации Лиги Европы против португальской «Бенфики» (0:4), Янузи вышел в перерыве вместо Василия Сачко. В следующем матче «Ворскла» одержала минимальную победу (2:1) и по сумме двух матчей уступила «Бенфике» и вылетела из турнира. 23 декабря 2015 года стало известно, что полтавский клуб принял решение не продлевать отношения с Ахмедом.
В июне 2016 года стал игроком клуба «Приштина», в составе команды он будет выступать с бывшими партнёрами по полтавской «Ворскле» — Дебатиком Цурри и Армендом Далку.

### Карьера в сборной
Выступает за молодёжную сборную Албании до 21 года, провёл 7 матчей и забил 1 гол.
17 ноября 2010 года дебютировал в национальной сборной Албании в товарищеском матче против Македонии (0:0), Янузи вышел на 73 минуте вместо Хамади Салихи.

## Достижения
- Обладатель Кубка Украины (1): 2008/09

## Стиль игры
Янузи играет на позиции нападающего. Он техничен и быстр. Его часто критикуют за не реализацию голевых моментов. также за малую результативность. Также его минусом является физическая готовность.